# Cao Zhongrong
Cao Zhongrong (chiń. upr. 曹忠荣; pinyin Cáo Zhōngróng; ur. 3 listopada 1981 w Szanghaju) – chiński pięcioboista nowoczesny, wicemistrz olimpijski, trzykrotny medalista mistrzostw świata.
Srebrny medalista igrzysk olimpijskich w Londynie w 2012 r. w konkurencji indywidualnej.
Jest trzykrotnym medalistą mistrzostw świata oraz mistrzem i wicemistrzem igrzysk azjatyckich w 2010 roku.